# بلدة ساتون باي (ميشيغان)
ساتون باي (بالإنجليزية: Suttons Bay Township, Michigan)‏ هي بلدة تقع في مقاطعة ليلاناو (ميشيغان) بولاية ميشيغان في الولايات المتحدة. تبلغ مساحتها 108.6 (كم²)، وترتفع عن سطح البحر 183 م، بلغ عدد سكانها 2982 نسمة في عام 2000 حسب إحصاء مكتب تعداد الولايات المتحدة وتصل الكثافة السكانية فيها 46.8 نسمة/كم2.

## وصلات خارجية
- Township website
- The US50 - Cities and Towns in Michigan State
- Michigan Cities and Towns, Facts, Map, Flag, Colleges, Government, and More